# Lilltjärnen (Vilhelmina socken, Lappland, 717339-158331)
Lilltjärnen är en sjö i Vilhelmina kommun i Lappland och ingår i Ångermanälvens huvudavrinningsområde.